# Macroglossum affictitia
Macroglossum affictitia är en fjärilsart som beskrevs av Butler 1875. Macroglossum affictitia ingår i släktet Macroglossum och familjen svärmare. Inga underarter finns listade i Catalogue of Life.